# Frans van Goolbrug
De Frans van Goolbrug (brugnummer 709) is een vaste brug in Amsterdam Nieuw-West.
De betonnen verkeersbrug is gelegen in de Jacques Veltmanstraat over de Slotervaart. De brug is aangelegd ter ontsluiting van de toen nieuwe wijk Slotervaart richting Plesmanlaan. Zij is ontworpen door Dick Slebos van Publieke Werken.
De brug werd op verzoek van inwoners van Amsterdam in 2016/'17 vernoemd naar architect Frans van Gool (1922-2015), alhoewel het verzoek daartoe was ingediend voor brug 701, ook in deze buurt gelegen. Van Gool ontwierp in de buurt het zogenaamde Bluebanddorp, onder andere met de zaagtandwoningen aan de Andries Snoekstraat. Met deze vernoeming maakte de gemeente een uitzondering op haar stelregel dat vernoeming naar personen pas mag plaatsvinden als zij vijf jaar dood zijn. Het bouwwerk in nieuwe-bouwenstijl was in 2008 op de gemeentelijk monumentenlijst geplaatst.
<<< · 700 · 701 · 702 · 703 · 704 · 705 · 706 · 707 · 708 · 709 · 710 · 711 · 712 · 713 · 714 · 715 · 716 · 717 · 718 · 719 · 720 · 721 · 722 · 725 · 726 · 729 · 730-738 · 739 · 740 · 741 · 742 · 743 · 744 · 745 · 746 · 747 · 748 · 749 · 751 · 752 · 753 · 754 · 755 · 756 · 757 · 758 · 759 · 760 · 761 · 762 · 763 · 764 · 765 · 766 · 767 · 768 · 769 · 770 · 771 · 772 · 773 · 775 · 776 · 777 · 778 · 779 · 780 · 781 · 782 · 783 · 784 · 786 · 787 · 788 · 789 · 790 · 791 · 792 · 793 · 794 · 795 · 797 · >>>
Brugnummers  723, 724, 727, 728, 750, 774, 785, 796 (niet gerealiseerde brug over de Slotervaart), 798 en 799 zijn niet vergeven.